# 窪田精
窪田 精（くぼた せい、1921年4月15日 - 2004年2月29日）は、日本の小説家。

## 略歴
山梨県北巨摩郡高根町（現北杜市）に生まれた。高等小学校修了間際に上京し、夜学に通いながら、大衆演劇の世界にはいる。そのなかで、社会の矛盾にめざめ、傾向映画作品の舞台化をめざす劇団わかもの座に参加する。1940年、演劇活動のなかで右翼の襲撃をうけ、そのトラブルのなかで治安警察法違反に問われて、下獄した。戦時中は南洋群島のトラック島に送られ、流刑囚の生活を送った。
戦後出獄したあと文学の道を選ぶ。清瀬村にあった国立療養所に勤務するなかで、小沢清らと新日本文学会の下部のサークルをつくる。1949年、新日本文学会に入会する。その後、新日本文学会の北多摩班に加わり、霜多正次・西野辰吉たちと知り合う。1952年、霜多や西野のほか、金達寿らとともに同人誌『文学芸術』を創刊、創刊号に米軍基地の労働実態を描いた「フィンカム」を発表し、注目を集める。
1956年には、「ある党員の告白」を発表し、戦後の日本共産党の暗部を描いた作品として、ジャーナリズムの寵児になりかかった。しかし、そうした暴露的な作品に対して反省し、人々の生活の実態と、社会の矛盾にたいするたたかいを描く作品を書こうと志した。そして、「現実変革をめざすリアリズム文学」をめざして、1957年に霜多・西野・金たちとリアリズム研究会を結成した。1961年には、川崎の日本鋼管の社外工のたたかいに材をとった長編「海と起重機」を発表し、長編作家としての力量を明らかにし、その後もいくつもの長編小説を書いた。1965年、日本民主主義文学同盟の結成に参加し、最初の事務局長を務めた。
その後、1971年には副議長、1983年には霜多の辞任のあと第3代の議長に就任し、1999年まで在任した。この間、1978年には北海道の開拓農民を描いた「海霧のある原野」で、1992年には自伝的な三部作、「夜明けの時」「鉄格子の彼方で」「流人島にて」で多喜二・百合子賞を2回受賞した。綿密な取材に基づく作風は、ときには作中人物を饒舌にしすぎる傾向もあったが、戦後日本のさまざまな社会事象を取り上げている。北海道の航空自衛隊のまちを描いた「スクランブル」（1964年）、山梨県の過疎地での医療運動を扱った「石楠花村日記」（1972年）、東京新宿のクレジットデパートに取材した「白い歩道橋」（1974年）、広島県の自動車工場を舞台にした「工場のなかの橋」（1982年）などが、社会の現実と矛盾とに鋭く切りこんだ作品である。また、資料にもとづいて詳細に書かれた回想「文学運動のなかで」（1978年）は、戦後の民主主義文学運動の歴史として、貴重な証言となっている。
2016年9月、山梨県北杜市に文学碑が建立されている。

## 著書
- 『ある党員の告白』大日本雄弁会講談社・ミリオン・ブックス　1956
- 『海と起重機』新日本出版社　1964　アカハタ文学双書　のち文庫
- 『たたかう北ベトナム』飯塚書店　1965
- 『スクランブル』東風社　1966
- 『春島物語』東邦出版社　1968
- 『夜明けの風』新日本出版社　1970
- 『石楠花村日記』新日本出版社　1972
- 『白い歩道橋』新日本出版社　1973
- 『死者たちの島』新日本出版社　1977
- 『海霧のある原野』新日本出版社　1978
- 『文学運動のなかで 戦後民主主義文学私記』光和堂　1978
- 『工場のなかの橋』新日本出版社　1983
- 『トラック島日誌』光和堂　1983　『春島物語』の改訂版
- 『夜明けの時』新日本出版社　1987
- 『鉄格子の彼方で』新日本出版社　1989
- 『私の戦後文学史』青磁社　1990
- 『流人島にて』新日本出版社　1992
- 『霧の南アルプス』新日本出版社　1994
- 『廃墟燃ゆ』新日本出版社　1998
- 『フィンカム 米極東空軍補給司令部』本の泉社　2004